# Nationaal Open Matchplay
Het Nationaal Open Matchplay is een jaarlijks terugkerend golfkampioenschap.
De Nederlandse golfkampioenschappen voor amateurs en professionals worden gespeeld als Nationaal Open Strokeplay en Nationaal Open Matchplay. De Nederlandse golfkampioenschappen voor amateurs worden in drie vormen gespeeld: het NK Strokeplay, het NK Matchplay en het NK Foursome.
Voor de damesprofessionals werd in 2012 de eerste editie van het PGA Kampioenschap Matchplay georganiseerd.

## Nationaal Open Matchplay voor professionals en amateurs
De Stichting Matchplay is in 1988 opgericht en organiseerde tot 2004 ieder jaar een NK Matchplay voor professionals. De voorronde was een strokeplay wedstrijd op de Peelse Golf, de matchplay was in het aansluitende weekend. Deze vond altijd plaats op Geijsteren, omdat een van de initiatiefnemers de clubpro van Geijsteren was, Bertus van Mook.
Sinds 2005 is het een 'Open' geworden en mogen er amateurs meedoen. Het wordt nu het Nationaal Open Matchplay genoemd, en de organisatie is nog steeds in handen van de Stichting Matchplay. De voorrondes (strokeplay) worden vanaf 2013 op Geijsteren gehouden evenals het uiteindelijke matchplay toernooi.

### Winnaars

#### Heren

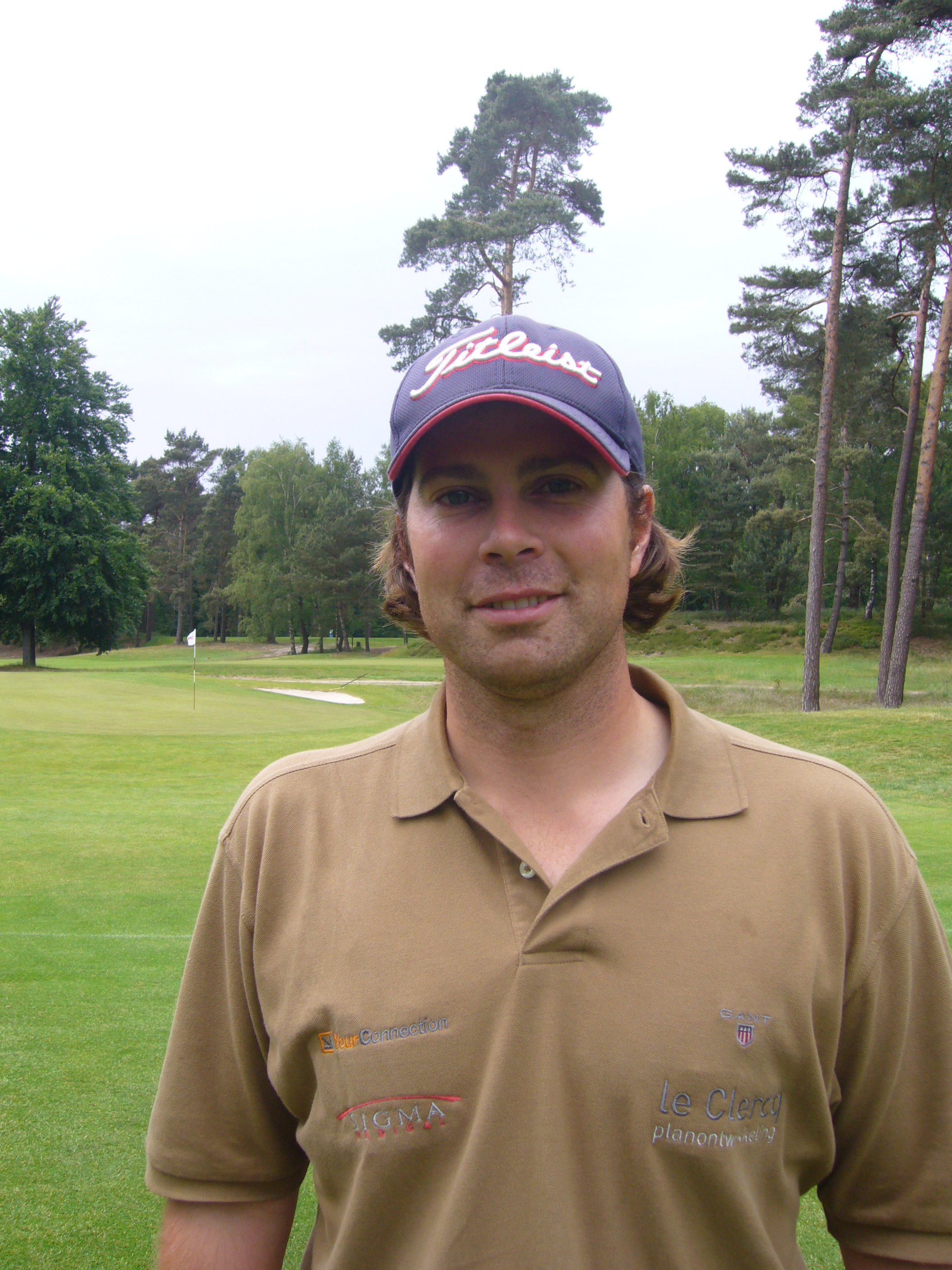
Hiddo Uhlenbeck, winnaar 2010

| - 1989: Andrew Young - 1990: Joost Steenkamer - 1991: Jonas Saxton - 1992: Iain Forrester - 1993: Jonas Saxton - 1994: Brian Gee - 1995: Jonas Saxton - 1996: Brian Gee - 1997: Chris van der Velde - 1998: Michiel Janbroers - 1999: Hayo Bensdorp - 2000: Brian Gee - 2001: Brian Gee | - 2002: John Vingoe - 2003: Niels Kraaij - 2004: Simon Crosby - 2005: Mark Reynolds - 2006: Jan Dorrestein - 2007: John Bleys - 2008: Ruben Wechgelaer - 2009: Mus Deboub - 2010: Hiddo Uhlenbeck - 2011: Inder van Weerelt - 2012: Inder van Weerelt - 2013: Ralph Miller - 2014: Fernand Osther - 2015: Floris de Haas - 2016: Ruben van Uden - 2017: Robin van Deutekom |

#### Dames

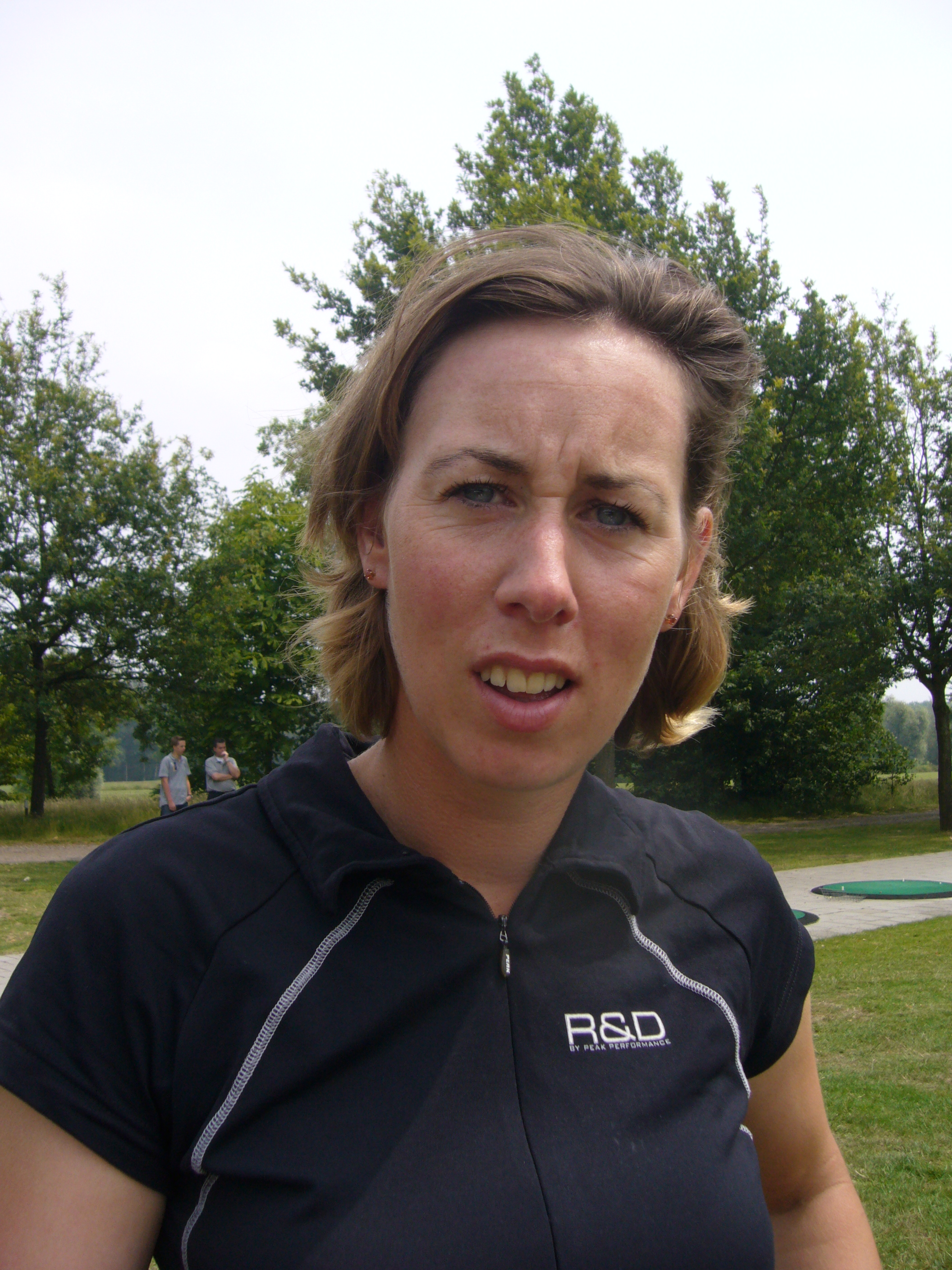
Annemieke de Goederen, winnares 2005

| - 2001: Judith van Hagen (home pro) - 2002: Rica Comstock - 2003: Rica Comstock - 2004: Marjan de Boer - 2005: Annemieke de Goederen - 2006: Marcella Neggers - 2007: Marjet van der Graaff (AM) - 2008: Myrte Eikenaar (AM) - 2009: Chrisje de Vries (AM) - 2010: Varin Schilperoord (AM) - 2013: Chrisje de Vries - 2014: Chrisje de Vries - 2015: Zhen Bontan |

In 2008 werd de wedstrijd voor de 20ste keer gehouden. Wechgelaer versloeg Ben Collier met 4/3, Eikenaar won de finale van Christel Boeljon op de laatste hole. In 2009 haalde Annemieke de Goederen de finale maar verloor van Chrisje de Vries, in 2010 won zij de finale van Marcella van der Bom op de 20ste hole.

## NK Matchplay voor amateurs
De Nederlandse Golf Federatie organiseert ieder jaar het NK Matchplay voor amateurs. Ieder jaar is dit op een andere baan. Michael Vogel won in 1990 zowel het NK Strokeplay als het NK Matchplay. Marischka Swane won de matchplay in 1982 en 1987 en de strokeplay in 1987. Voor de jeugd en de senioren wordt ook apart een NK Matchplay georganiseerd.

## NK Matchplay Jeugd
Aan het NK Matchplay voor jeugd doen jongens en meisjes tot en met 21 jaar mee, waarbij de jongens en de meisjes gescheiden spelen.
Het deelnemersveld bestaat uit de 2 finalisten van het voorafgaande jaar plus de Top-10 van de Van Lanschot Order of Merit van dat jaar plus de 4 spelers die de laagste handicap hebben op dat moment en nog niet in die andere twee categorieën vallen. Het gaat bij de jeugd om 16 meisjes en 16 jongens.
| Jaar | Baan                           | Jongens         | Meisjes             |
| ---- | ------------------------------ | --------------- | ------------------- |
| 2006 |                                | Wouter de Vries |                     |
| 2007 | Herkenbosch                    | Martijn Vermei  | Kyra van Leeuwen    |
| 2009 | Domburgsche                    | Jelle Zaanen    | Chrisje de Vries    |
| 2010 | Domburgsche                    | Teemu Bakker    | Michelle Naafs      |
| 2011 | Domburgsche                    | Rowin Caron     | Giulia van den Berg |
| 2012 | Utrechtse Golfclub Amelisweerd | Robbie van West | Elise Boehmer       |

## NK Matchplay Senioren
Aan het NK Matchplay voor senioren doen spelers van 50+ mee. Er worden 32 dames en 32 heren toegelaten, die ieder hun eigen wedstrijd hebben. De Top 8 van het voorgaande jaar kwalificeren zich automatisch, de andere 24 plaatsen gaan naar de spelers met de laagste handicap. In 2007 werd het op de Oosterhoutse Golf Club gespeeld.